# Marpesia coresia
Marpesia coresia is een vlinder uit de familie van de Nymphalidae. De wetenschappelijke naam van de soort is voor het eerst geldig gepubliceerd in 1824 door Jean-Baptiste Godart.